# Alphestes immaculatus
Alphestes immaculatus е вид бодлоперка от семейство Serranidae. Видът не е застрашен от изчезване.

## Разпространение и местообитание
Разпространен е в Гваделупа, Еквадор, Колумбия, Коста Рика, Малки далечни острови на САЩ, Мексико, Никарагуа, Панама, Перу, Салвадор, Хондурас и Чили.
Обитава тропически води, пясъчни и скалисти дъна, морета, заливи, рифове и крайбрежия. Среща се на дълбочина от 0,3 до 16,5 m, при температура на водата от 20,6 до 24,6 °C и соленост 34,3 – 34,7 ‰.

## Описание
На дължина достигат до 30 cm.